# Ботанический сад (Гатчина)
Ботанический сад — памятник архитектуры. Расположен в Гатчине, к северо-востоку от Адмиралтейства.
Занимает площадь 2,6 гектара. Благоустроен в 1793 году под руководством Ф. Гельмгольца. Разбит на месте старой Орловской мызы, владения со старым деревянным домом и хозяйственными постройками.
Вероятно, с первой четверти XVIII века именно здесь уже располагался первый регулярный аптекарский огород — первым владельцем мызы с 1716 года был придворный лейб-медик Петра 1 Роберт Карлович Арескин, с 1718 года по 1732 год владельцем был президент Медицинской канцелярии и Аптеки доктор Иван Лаврентьевич Блюментрост.

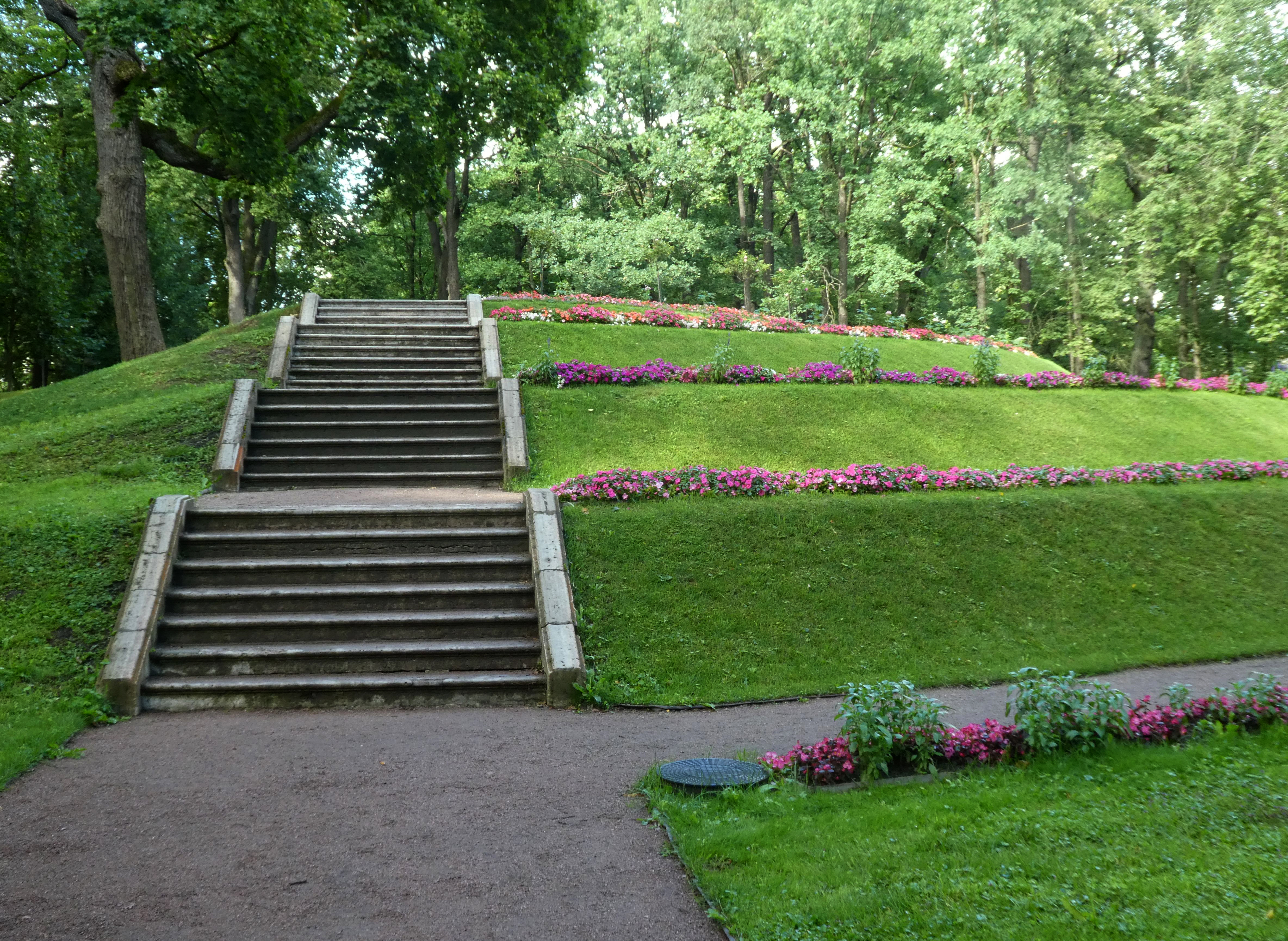
Цветочная горка с лестницей

Сад разбит как регулярный. По оси центральной аллеи вырыты два пруда для разведения рыб и трав, а также для поливки растений, на нижней террасе — круглый, на верхней — восьмиугольный. В 1798 году были построены каменные лестницы, ведущие к Ботаническому саду от Дворцового парка. В том же 1798 году была построена цветочная горка, конус со срезанной вершиной с уступами и каменными лестницами, на которой в кадках выставлялись экзотические южные растения, выращенные в стоящей в верхней части сада каменной оранжерее.
По свидетельству Н. Я. Озерецковского, к 1817 году в саду росло до 4 тысяч различных растений. После Ф. Гельмгольца садом заведовал Джеймс Гакет.
В XIX веке тисы, вязы и буки сада были заменены на более типичные для климата области липы и дубы.